# 聖博德彌撒中心
聖博德彌撒中心（英語：St. Patrick's Mass Centre）是一座香港天主教教堂，由天主教香港教區管理。位於九龍橫頭磡富美東街12號（聖博德學校），鄰近樂富站B出口，建立於1963年3月17日。

## 堂區服務範圍
聖博德堂區服務的範圍，包括橫頭磡、樂富、天馬苑、翠竹花園、鵬程苑、富強苑、啟豐園、嘉強苑、康強苑。

## 堂區歷史
設於橫頭磡村十七座天台的聖博德小堂在1963年3月17日祝聖成立，為橫頭磡和樂富區（曾稱為老虎岩）的居民服務。直到1965年，聖博德小學校舍建成，彌撒中心便遷到學校二樓。到了1981年，附設於聖博德小學地下禮堂的小聖堂落成，主日彌撒亦從此改於該禮堂進行。聖博德禮堂暨小聖堂曾於1989年重新裝修，並加裝空調系統；堂區的聖博德像則是於2000年時裝設。

## 堂區主保

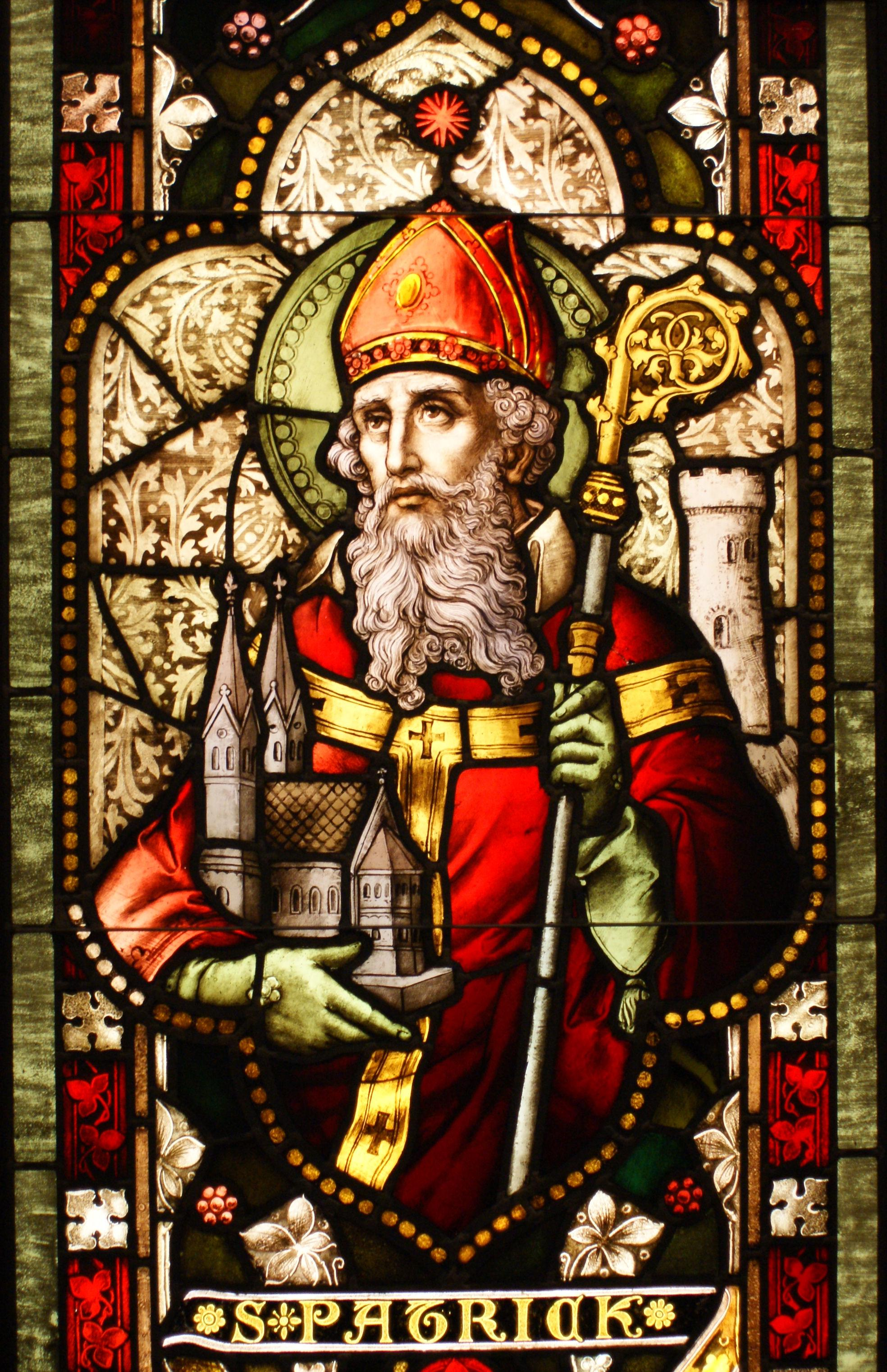
聖博德

聖博德主教（威爾斯語：。386年–461年），其慶日在3月17日，為聖帕特里克節。聖博德於385年左右出生於蘇格蘭。幼年時曾被俘至愛爾蘭，為人牧羊。獲自由後，出家，成為聖職人員，後被立為愛爾蘭區主教，竭力宣傳福音，奠定愛爾蘭天主教會的信仰基礎。461年逝世。

## 彌撒及禮儀時間

### 彌撒
- 主日彌撒：上午7：30(粤語)、9：00(粤語)、10：45(粤語)、下午1：00(英語)
- 星期六提前主日彌撒：晚上8：00(粤語)
- 平日彌撒：上午7：00(粤語)
- 耶穌聖心彌撒：首星期五晚上8：00(粤語)

### 明供聖體
- 每月第三個星期五晚上8：00

## 外部連結
聖博德彌撒中心網站 （页面存档备份，存于）